# Фридрих (Салм-Хорстмар)
Вилхелм Фридрих Карл Август фон Салм (на немски: Wilhelm Friedrich Carl August von Salm; * 11 март 1799, Браунфелс; † 27 март 1865, дворец Фарлар в Розендал) е от 1799 г. граф и вилдграф-Рейнграф на Даун-Кирбург, Рейнграф на Щайн и от 1816 г. 1. княз на Салм-Хорстмар.

## Биография
Той е син на граф и вилд-Рейнграф Карл Лудвиг Вилхелм Теодор фон Залм-Грумбах-Даун (1729 – 1799) и третата му съпруга графиня Фридерика Вилхелмина фон Сайн-Витгенщайн-Хоенщайн (1767 – 1849), дъщеря на граф Йохан Лудвиг фон Сайн-Витгенщайн-Хоенщайн (1740 – 1796) и Фридерика Каролина Луиза фон Пюклер-Лимпург (1738 – 1772).
На 22 ноември 1816 г. Фридрих получава титлата княз на Салм-Хорстмар. Той умира на 27 март 1865 г. на 66 години в дворец Фарлар в Розендал, Северен Рейн-Вестфалия.

## Фамилия
Вилхелм Фридрих Карл Август фон Салм се жени на 5 октомври 1826 г. в Утфе за графиня Елизабет Анна Каролина фон Золмс-Рьоделхайм-Асенхайм (* 9 юни 1806, Рьоделхайм; † 5 февруари 1885, Фарлар), дъщеря на граф Фолрат Фридрих Карл Лудвиг фон Золмс-Рьоделхайм-Асенхайм (1762 – 1818) и графиня Филипина Шарлота София фон Золмс-Лаубах (1771 – 1807), дъщеря на граф Георг Август Вилхелм фон Золмс-Лаубах. Те имат пет деца:
- Матилда Елизабет Фридерика Вилхелмина Шарлота Фердинанда Амалия (* 21 август 1827; † 12 март 1908), омъжена на 25 септември 1862 г. във Фарлар за граф Фридрих фон Золмс-Рьоделхайм-Асенхайм (* 7 декември 1827; † 6 април 1873)
- Ема Елизабет Фридерика Каролина Фердинанда (* 13 декември 1828; † 19 май 1892), омъжена на 29 юли 1857 г. в Кьозфелд за принц Август фон Шьонайх-Каролат (* 20 август 1822; † 16 октомври 1899)
- Карл Алексис Хайнрих Вилхелм Адолф Фридрих Фердинанд Франц Ото Едуард (* 20 октомври 1830; † 9 септември 1909), принц, женен на 1 август 1868 г. в Шилингсфюрст за принцеса Елиза фон Хоенлое-Шилингсфюрст (* 6 януари 1831; † 29 юни 1920)
- Ото I Фридрих Карл (* 8 февруари 1833; † 15 февруари 1892), 2. княз на Салм-Хорстмар, женен на 18 юни 1864 г. в дворец Нойдорф за графиня Емилия фон Липе-Бистерфелд (* 1 февруари 1841; † 11 февруари 1892)
- Едуард Макс Фолрат Фридрих (* 22 август 1841; † 23 декември 1923), принц, женен на 6 юни 1873 г. в Аренсбург за графиня София фон Шимелман (* 14 май 1850; † 3 април 1928)